# Captain Scarlet and the Mysterons
Captain Scarlet and the Mysterons, spesso abbreviata in Captain Scarlet, è una serie televisiva di fantascienza britannica creata da Gerry e Sylvia Anderson e girata dalla loro compagnia Century 21 Productions per il distributore ITC Entertainment. Composta da 32 episodi da 25 minuti l'uno, è stata trasmessa dalla ITV tra il 1967 e il 1968 ed è stata distribuita in più di 40 paesi, tra cui Stati Uniti, Australia, Nuova Zelanda e Giappone. È una delle varie serie degli Anderson realizzata utilizzando delle marionette elettroniche denominate Supermarionation, combinate con effetti speciali realizzati attraverso modellini in scala.
Ambientata nel 2068, Captain Scarlet segue la "guerra dei nervi" tra la Terra e i Mysteron, una razza marziana che possiede un parziale controllo mentale della materia. Quando un fraintendimento causa l'attacco da parte di un astronauta terrestre di una loro città su Marte, i Mysteron giurano vendetta e lanciano una serie di rappresaglia contro la Terra. Vengono contrastati dalla Spectrum, un'organizzazione di sicurezza mondiale. Nel primo episodio, l'agente della Spectrum Captain Scarlet acquisisce il potere di autoguarigione dei Mysteron e ciò lo rende "indistruttibile", poiché diviene capace di autoguarirsi da ferite mortali. In questo modo, Captain Scarlet diviene la risorsa principale della Spectrum per combattere i Mysteron.
Captain Scarlet, è stata l'ottava di dieci serie animata con le marionette degli Anderson, venne preceduta da Thunderbirds e seguita da Joe 90 e The Secret Service. In termini estetici, rappresenta un cambio di direzione rispetto a Thunderbirds nell'uso di marionette non caricaturali, costruite con corpi realisticamente proporzionati. Riprogrammato numerose volte nel corso degli anni nel Regno Unito, ha generato la produzione di merchandising che comprende macchinine giocattolo, action figure, documenti sonori, romanzi, fumetti pubblicati nella rivista di fumetti settimanale della Century 21 TV Century 21.
Rispetto a Thunderbirds e alle prime serie degli Anderson, Captain Scarlet è generalmente considerata una serie dai toni più "cupi" e meno adatto ai bambini, a causa del suo contenuto violento e ai temi di aggressione da parte degli alieni di guerra interplanetaria. Il cambio di stile delle marionette e il rendere il protagonista "indistruttibile" hanno ugualmente generato critiche. Ad ogni modo, la serie è stata lodata per il suo uso di un gruppo di personaggi internazionali e multietnici, per rappresentare una Terra futura utopico. Un remake in computer graphic, Gerry Anderson's New Captain Scarlet , è stato distribuito nel 2005.

## Personaggi
- Captain Scarlet, doppiato originalmente da Francis Matthews.[8]
- Captain Blue, doppiato originalmente da Ed Bishop e in italiano da Rino Bolognesi.[8]
- Colonel White, doppiato originalmente da Donald Gray e in italiano da Wlarimiro Grana.[8]
- Lieutenant Green, doppiato originalmente da Cy Grant e in italiano da Marco Manusso.[8]
- Captain Black, doppiato originalmente da Donald Gray e in italiano da Bruno Conti.[8]
- Melody Angel, doppiata originalmente da Sylvia Anderson.
- Captain Magenta, doppiato originalmente da Gary Files.
- Symphony Angel, doppiata originalmente da Janna Hill.
- Captain Grey, doppiato originalmente da Paul Maxwell.
- Destiny Angel, doppiata originalmente da Liz Morgan.
- Rhapsody Angel, doppiata originalmente da Liz Morgan.
- Harmony Angel, doppiata originalmente da Lian-Shin
- Doctor Fawn, doppiato originalmente da Charles Tingwell.
- Captain Ochre, doppiato originalmente da Jeremy Wilkin.

## Episodi
| Stagione       | Episodi | Prima TV originale | Prima TV Italia |
| -------------- | ------- | ------------------ | --------------- |
| Prima stagione | 32      | 1967-1968          | ?               |

## Distribuzione
In Italia, la serie animata è stata trasmessa nel 1967 sul Secondo Programma della Rai, doppiata in italiano.

## Influenza nella cultura di massa
- La prima formazione del gruppo goth Siouxsie and the Banshees nel 1977, durante il loro primo periodo punk, con alla batteria Sid Vicious e alla chitarra Marco Pirroni, eseguivano dal vivo la sigla della serie Captain Scarlet. Tale versione del brano è contenuta in uno dei loro primi demo, oltre che in numerosi bootleg.[9]